# خرشناوات
الخرشناوات (الاسم العلمي: Sterninae) هي أسرة من الطيور تتبع فصيلة النورسية من رتبة الزقزاقيات.

## أجناس
- خرشنة (الاسم العلمي: خرشنة)
- خرشنة سبخية (الاسم العلمي: خرشنة المستنقع)
- خرشنة مـتألقة (الاسم العلمي: Phaetusa)
- خرشنة غافلة (الاسم العلمي: خرشنة غافلة)
- خرشنة نوئية (الاسم العلمي: خرشنة غافلة)
- خرشنة جيجس (الاسم العلمي: خرشنة بيضاء)
- خرشنة نورسية (الاسم العلمي: خرشنة الإنكا)
- Onychoprion
- Sternula
- خرشنة قزوينية
- خرشنة نيلية
- Thalasseus